# Carne da Charneca
O Carne da Charneca DOP é um produto de origem portuguesa com Denominação de Origem Protegida pela União Europeia (UE) desde 22 de agosto de 2002.

## Agrupamento gestor
O agrupamento gestor da denominação de origem protegida "Carne da Charneca" é a APBRB - Agrupamento de Produtores de Bovinos de Raça Brava, Lda.